# Wilfried Trenkel
Wilfried Trenkel (* 3. November 1953 in Offenburg) ist ein ehemaliger deutscher Fußballspieler und -trainer. Der Mittelfeldspieler hat von 1974 bis 1983 in der 2. Fußball-Bundesliga beziehungsweise Fußball-Bundesliga für den Karlsruher SC insgesamt 253 Ligaspiele absolviert und dabei 28 Tore erzielt.

## Laufbahn
Der Sohn von Heinz Trenkel – in der Nachkriegszeit erfolgreicher Fußballer beim Hamburger SV und beim VfB Mühlburg bzw. nach der Fusion dem Karlsruher SC – kam als Jugendnationalspieler 1972 vom Offenburger FV nach Karlsruhe und stand für den Karlsruher SC mehr als ein Jahrzehnt auf dem Platz. Im Oktober 1970 hatte er mit der Süddeutschen Auswahl den DFB-Jugendländerpokal gewonnen. Der technisch versierte Spielmacher stieg mit dem KSC mehrfach zwischen 2. Liga und Bundesliga auf und ab und absolvierte insgesamt 121 Bundesliga- (10 Tore) und 132 Zweitliga- (17 Tore) und 65 Regionalligaspiele (4 Tore).
Unter Trainer Heinz Baas debütierte der Neuzugang aus Offenburg am Starttag der Saison 1972/73 im damaligen Unterbau der Bundesliga, der Fußball-Regionalliga Süd. Die Blau-Weißen aus dem Wildparkstadion setzten sich mit der Mittelfeldbesetzung Wolfgang Platz, Hans Haunstein und Trenkel mit 2:0 Toren beim SSV Reutlingen durch. Am Rundenende hatte der talentierte Techniker 27 Ligaspiele bestritten und der KSC zog als Vizemeister der Südstaffel in die Bundesligaaufstiegsrunde ein. Gegen die Aufstiegskonkurrenten SC Fortuna Köln, FC St. Pauli, FSV Mainz 05 und Blau-Weiß 90 Berlin stand Trenkel in allen acht Begegnungen auf dem Platz, der KSC belegte aber lediglich den vierten Rang. Im letzten Jahr der alten zweitklassigen Regionalliga, 1973/74, war er unter dem neuen Trainer Carl-Heinz Rühl in 30 Spielen mit vier Toren aktiv, die Badener mussten sich aber mit dem achten Platz begnügen.
Im Debütjahr der in den zwei Staffeln Nord und Süd an den Start gehenden 2. Bundesliga, 1974/75, konnte der mit Martin Kübler das Spiel gestaltende Mittelfeldakteur, den Meisterschaftserfolg mit dem Verein aus der „Fächerstadt“ und damit den direkten Aufstieg in die Bundesliga feiern. In 33 Spielen hatte Trenkel fünf Tore erzielt und die drei Spitzen im damaligen 4:3:3-System – die zwei Flügelstürmer Karl Berger und Roland Vogel sowie Mittelstürmer und Torjäger Bernd Hoffmann (38-25) – ins Spiel gebracht. Der Aufsteiger startete am 9. August 1975 mit einem 2:0-Auswärtserfolg bei Eintracht Frankfurt – mit Jürgen Grabowski, Bernd Hölzenbein, Bernd Nickel – in die Bundesligasaison 1975/76. Am Rundenende sicherten sich Trenkel und Kollegen mit dem 15. Platz den Klassenerhalt. Wie Jürgen Kalb, Rainer Ulrich und Winfried Schäfer hatte Trenkel alle 34 Saisonspiele absolviert.
Im zweiten Jahr Bundesliga, 1976/77, belegte der badische Bundesligist nach der Hinrunde mit 14:20 Punkten den 14. Tabellenrang. Nach dem 34. Spieltag, den 21. Mai 1977, stieg der KSC als 16. in die 2. Liga ab. Trenkel hatte in 17 Spielen ein Tor erzielt. Nach dem 26. Spieltag, den 19. März 1977, stand der KSC mit 22:30 Punkten auf dem 15. Rang und der 1. FC Saarbrücken mit 17:35 Zählern auf dem 17. Platz. Vom 11. bis zum 23. Spieltag hatte Trainer Rühl auf Trenkel verzichtet. Die personellen Kaderveränderungen mit Vančo Balevski und Thomas Sjöberg hatten nicht zur Verhinderung des Absturzes beigetragen. Der letzte Rundeneinsatz von Trenkel datiert vom 33. Spieltag, den 14. Mai 1977, als es am Bökelberg eine deutliche 1:5-Schlappe gegen den Titelverteidiger Borussia Mönchengladbach gab. Die KSC-Mittelfeldbesetzung mit Schäfer, Trenkel, Niedermayer und Kübler konnte dem MF-Quartett der „Fohlen-Elf“ mit Horst Wohlers, Rainer Bonhof, Herbert Wimmer und Christian Kulik nicht Paroli bieten.
In der dritten Saison in der 2. Bundesliga belegte der Karlsruher SC 1979/80 hinter Meister und Direktaufsteiger 1. FC Nürnberg den zweiten Platz. Winfried Trenkel hatte in 32 Spielen vier Tore erzielt und die von Manfred Krafft im zweiten Jahr trainierten Karlsruher hatten ihre Stärke insbesondere in 36:4 Heimpunkten unter Beweis gestellt. Diese sollte auch für die Entscheidung zugunsten des KSC in den zwei Aufstiegsspielen gegen den Nordvize Rot-Weiss Essen führen. Am 6. Juni setzte sich der KSC vor 42.000 Zuschauern im heimischen Wildparkstadion mit 5:1 Toren durch. Das Mittelfeld des Gastgebers mit Martin Wiesner, Stefan Groß, Trenkel und Gerhard Bold war dabei das Gerüst des Südvize. Am 13. Juni reichte den Mannen um Willi Lippens und Frank Mill der 3:1-Heimerfolg in Essen nicht aus, um den Aufstieg des KSC noch verhindern zu können. Bei Matthias Weinrich ist notiert: „Stützen der Wildpark-Elf waren Torjäger Emanuel Günther, sein Nebenmann Raimund Krauth, die Mittelfeldakteure Gerhard Bold und Wilfried Trenkel, die schussgewaltigen Defensivkräfte Kalle Struth (15 Tore) und Stefan Groß sowie natürlich Torwart-Methusalem Rudi Wimmer.“
In dieser Saison überzeugten Trenkel und Kollegen auch im DFB-Pokal. Die Elf aus Baden setzte sich über den SC Freiburg (5:1), den FC Augsburg (1:1 n. V.; 3:0) und vor 30.000 Zuschauern im Wildparkstadion gegen den späteren UEFA-Cup-Finalisten Mönchengladbach mit 1:0 nach Verlängerung durch und scheiterten erst am 16. Februar 1980 durch eine 3:5-Heimniederlage an Fortuna Düsseldorf, die sich am 4. Juni durch einen 2:1-Erfolg gegen den 1. FC Köln den Pokal holten.
Es folgten von 1980 bis 1983 drei Jahre Fußball in der Bundesliga. Nach dem zehnten Rang in der Saison 1980/81 unter Aufstiegstrainer Krafft, wurde dieser am 26. November 1981 in Karlsruhe entlassen und durch Max Merkel ab dem 27. November ersetzt. Zur Runde 1982/83 übernahm Horst Franz das Traineramt im Wildpark und wurde nach dem 19. Spieltag, zum 1. Februar 1983 bei einem Punktestand von 13:25, durch seinen Assistenten Lothar Strehlau ersetzt. Es war aber vergeblich, der KSC stieg in die 2. Liga ab. Trenkel hatte in den drei Runden Bundesliga 70 Ligaspiele absolviert und fünf Tore erzielt.
Nach seinem Abschied vom Profifußball 1983 – der KSC war gerade einmal wieder aus der Bundesliga abgestiegen – kehrte Trenkel für eine Saison zum Offenburger FV zurück und gewann mit seinem Jugendverein am 16. Juni 1984 mit einem 4:1-Erfolg gegen SC Eintracht Hamm die Deutsche Amateurmeisterschaft. Danach spielte er noch für den FV Weinheim und den VfB Gaggenau.

## Trainer
Nachdem Wilfried Trenkel im Jahr 2001 an der Deutschen Sporthochschule Köln erfolgreich die Ausbildung zum Fußball-Lehrer durchlaufen hatte, war er als Trainer beim Karlsruher SC tätig; er trainierte die U-16 in der EnBW-Oberliga B-Junioren Baden-Württemberg. Ab Anfang 2015 trainierte er die Frauen-Oberliga Mannschaft des KSC und gewann mit ihr am 13. Juni 2015 den Badischen Fußball-Pokal.
Im Juli 2017 wurde Trenkel vom Karlsruher FV als Cheftrainer der neuformierten Frauenfußballmannschaft verpflichtet. Im ersten Jahr wurde er mit ihr Meister der Landesliga und stieg in die Verbandsliga des BFV auf.